# Перу на юношеских Олимпийских играх
Перу принимает участие в юношеских Олимпийских играх: в летних Играх — начиная с Игр 2010 года, в зимних Играх — начиная с Игр 2012 года.
Спортсмены Перу на всех юношеских Олимпийских играх выиграли в сумме 3 медали, из них 1 золотую, все медали завоёваны на летних Играх; в неофициальном медальном зачёте спортивная делегация Перу занимает 80-е место.

## Медальный зачёт

### Медали на летних юношеских Олимпийских играх
| Игры              | Участников | Золото | Серебро | Бронза | Всего | Место |
| 2010 Сингапур     | 26         | 0      | 0       | 1      | 1     | 84    |
| 2014 Нанкин       | 38         | 1      | 0       | 1      | 2     | 47    |
| 2018 Буэнос-Айрес | 16         | 0      | 0       | 0      | 0     | —     |
| Всего             | Всего      | 0      | 0       | 1      | 1     | 109   |

### Медали на зимних юношеских играх
| Игры            | Участников     | Золото         | Серебро        | Бронза         | Всего          | Место          |
| 2012 Инсбрук    | 1              | 0              | 0              | 0              | 0              | —              |
| 2016 Лиллехамер | не участвовали | не участвовали | не участвовали | не участвовали | не участвовали | не участвовали |
| 2020 Лозанна    | не участвовали | не участвовали | не участвовали | не участвовали | не участвовали | не участвовали |
| Всего           | Всего          | 0              | 0              | 0              | 0              | —              |